# Église en bois de l'Intercession-de-la-Mère-de-Dieu de Planinica
Pour les articles homonymes, voir Église de l'Intercession-de-la-Mère-de-Dieu.
L'église en bois de l'Intercession-de-la-Mère-de-Dieu de Planinica (en serbe cyrillique : Црква брвнара Покрова Пресвете Богородице у Планиници ; en serbe latin : Crkva brvnara Pokrova Presvete Bogorodice u Planinici) est une église orthodoxe serbe serbe située à Planinica, dans le district de Kolubara et dans la municipalité de Mionica en Serbie. Elle est inscrite sur la liste des monuments culturels protégés de la république de Serbie (no SK 1604),,,.

## Présentation
L'église a été construite dans la première moitié du XIXe siècle et déplacée à Planinica en 1908-1909,. Ses murs sont constitués de planches horizontales dont les joints ont été tapissés de lattes en bois verticales,. La nef rectangulaire est prolongé par une abside demi-circulaire reposant sur un soubassement en pierres,. L'édifice est doté d'un plafond en bois et les façades sud et ouest possèdent des portes en bois décorées de rosaces selon la technique habituelle de marqueterie, en insérant des carreaux de bois dans une surface plane et sont considérées comme l'une des meilleures réalisations des maîtres constructeurs de la région de l'Osat,.